# Tram van Nantes

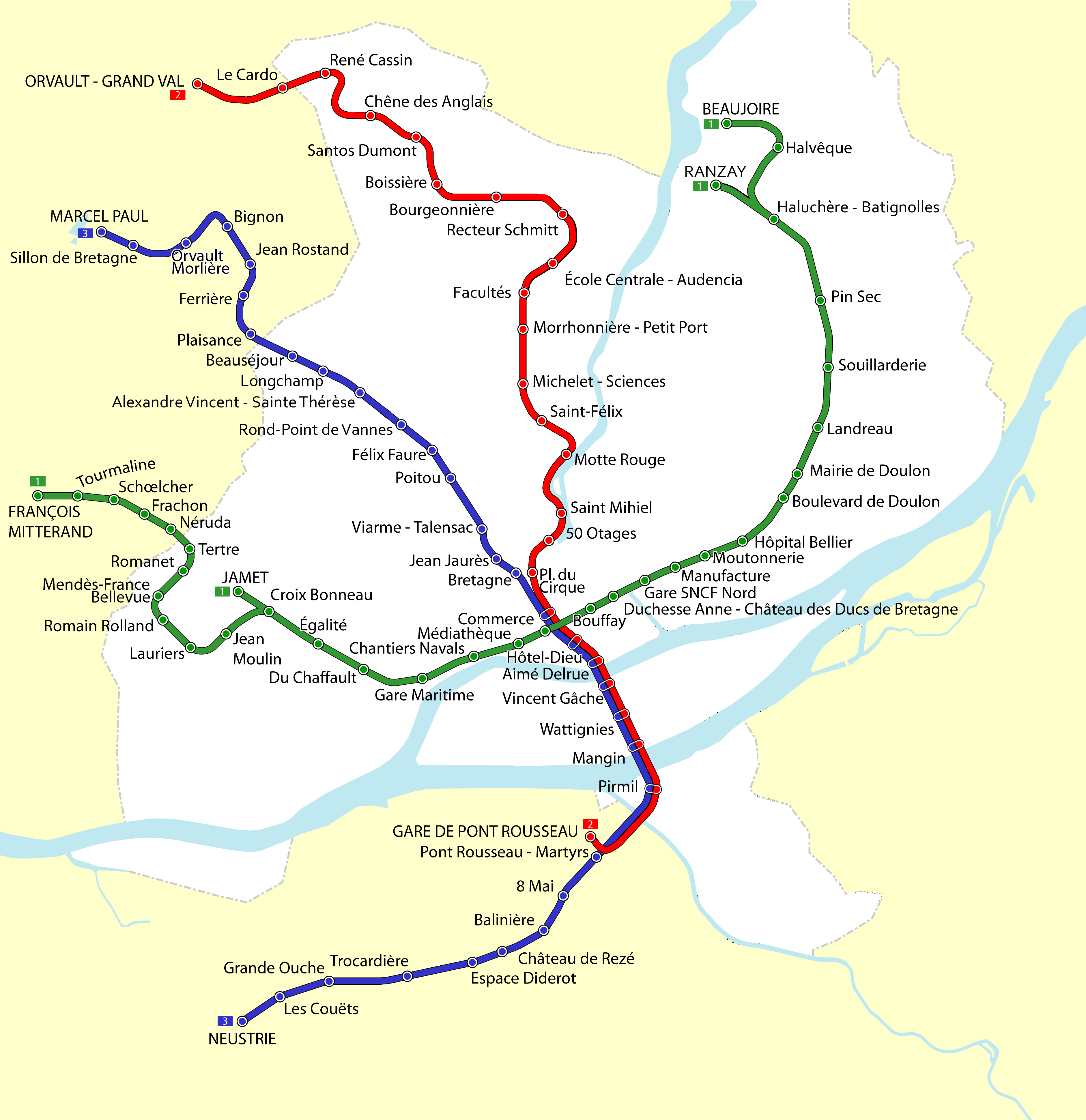
Tramnetwerkplan in 2012

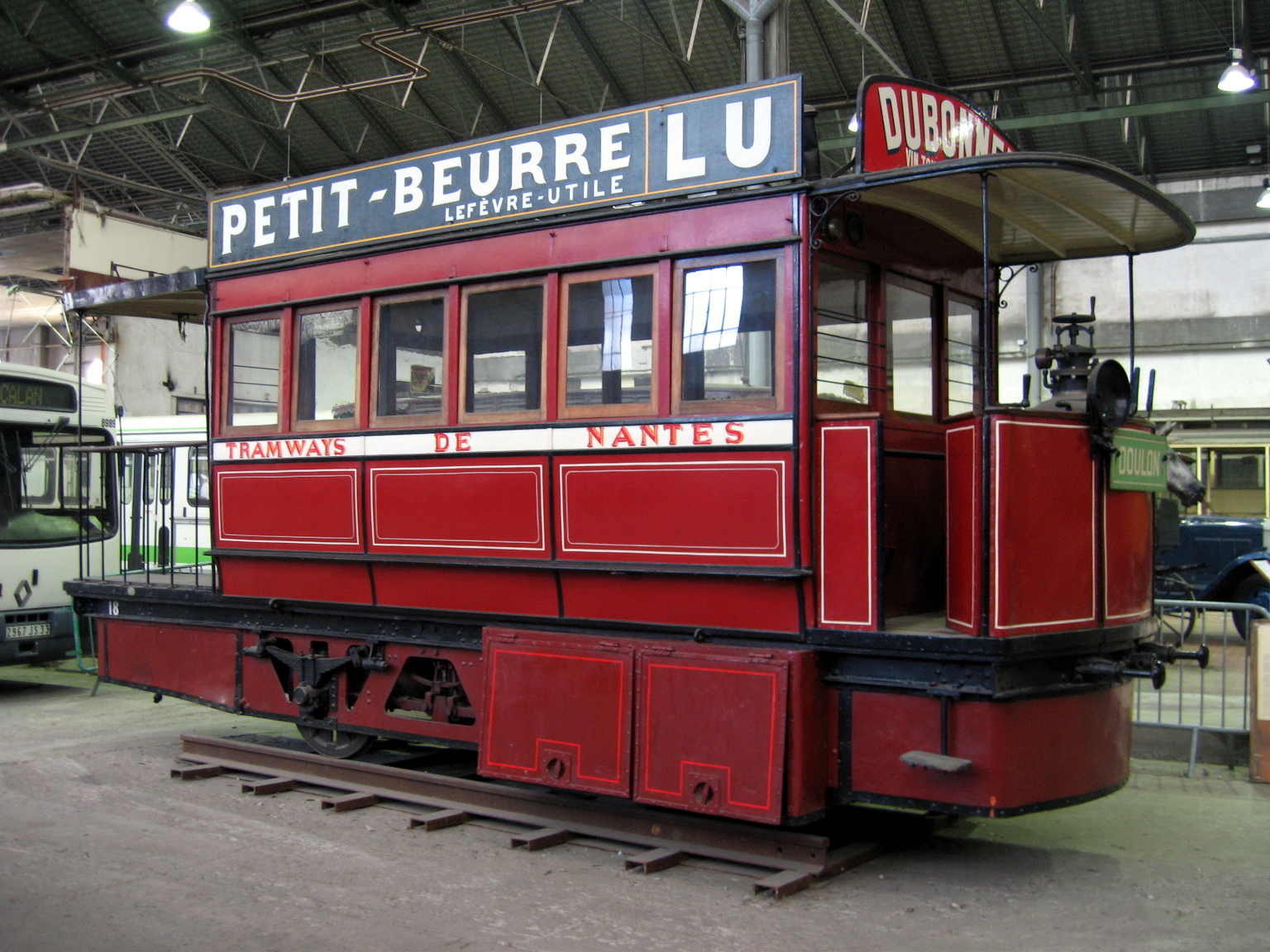
Een tram van het oude trambedrijf: deze was uitgerust met een systeem van Mékarski.

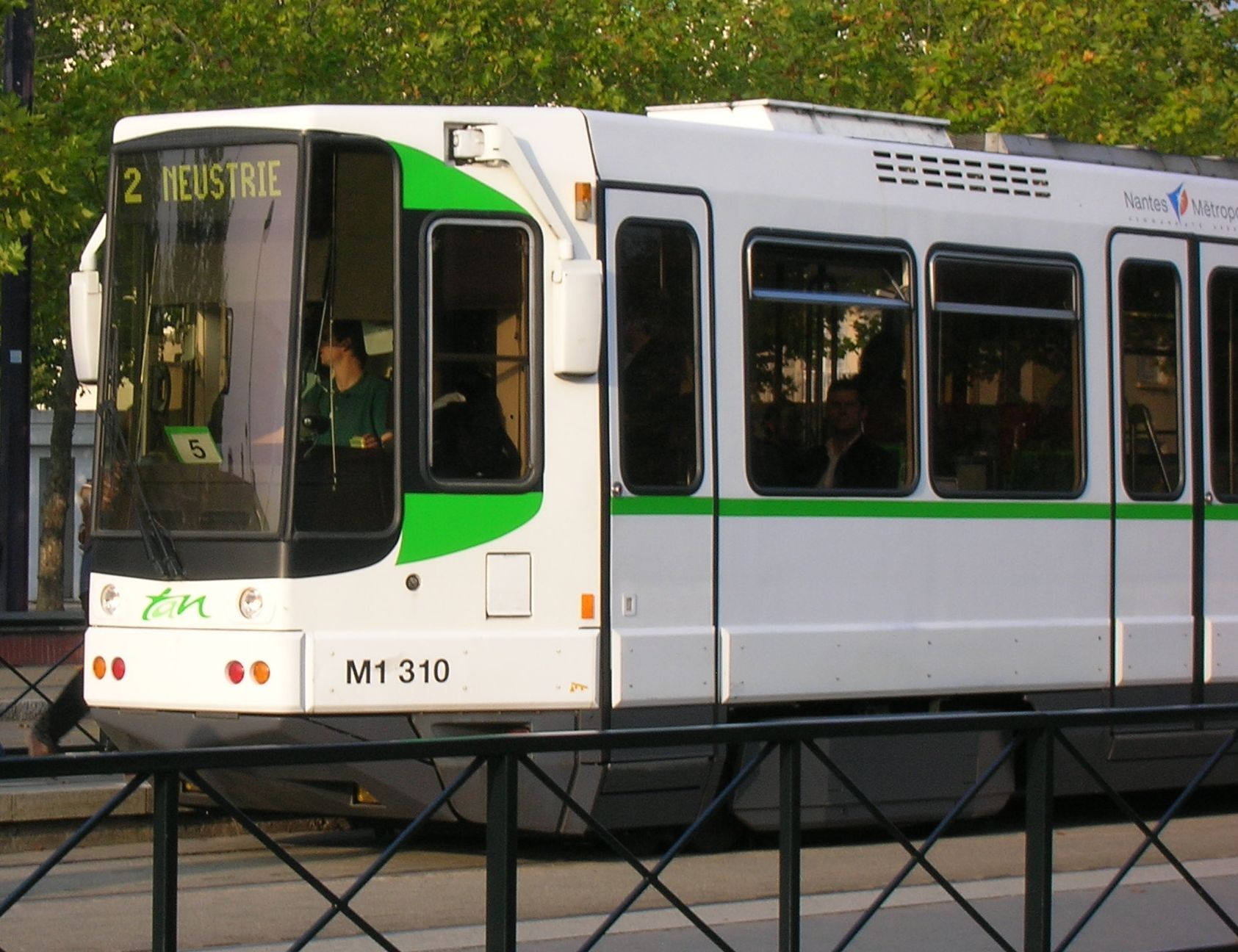
Een TFS-1 tram op lijn 2 bij de halte 'Espace Diderot'

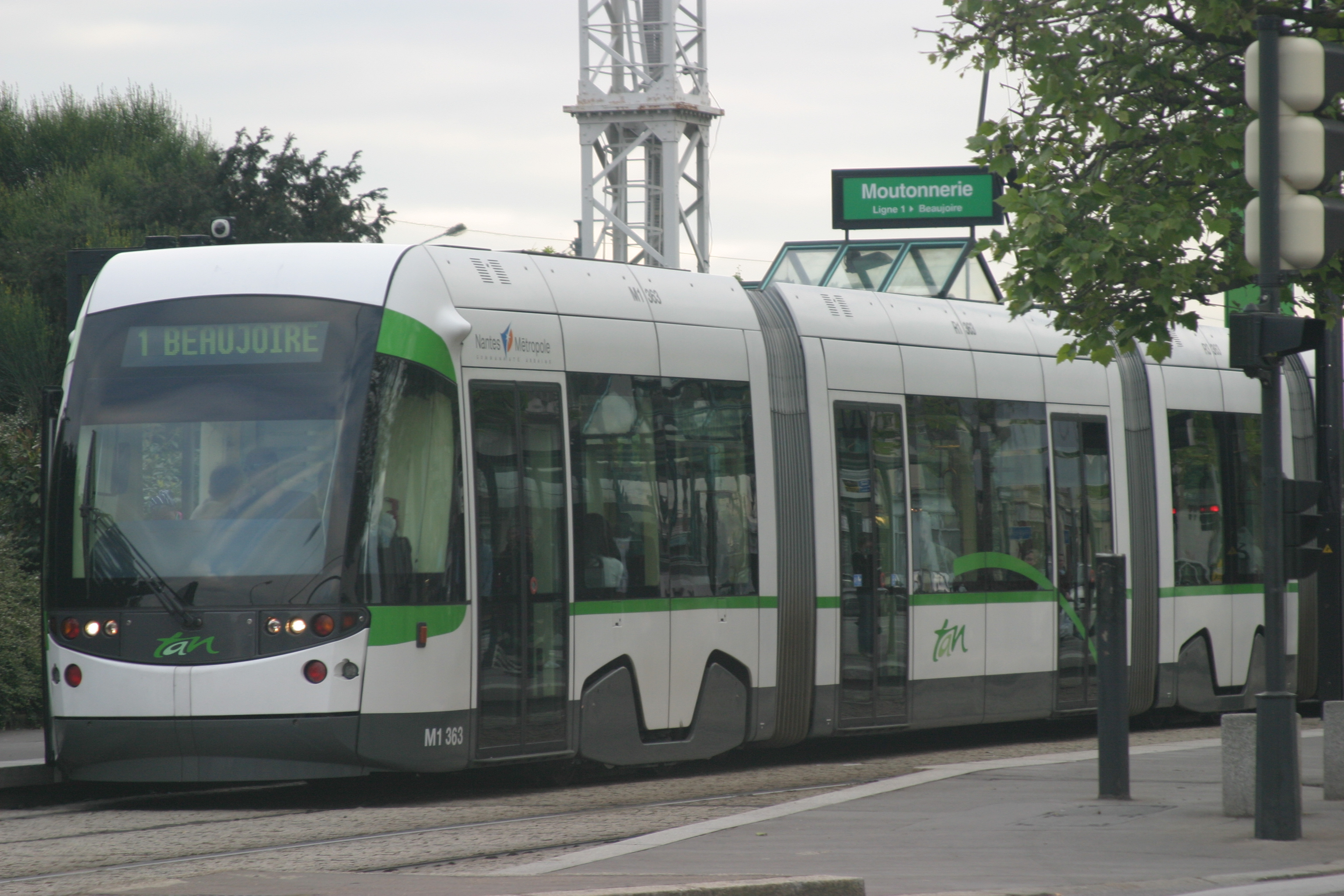
Incentro-tram op lijn 1 bij de halte 'Moutonnerie'

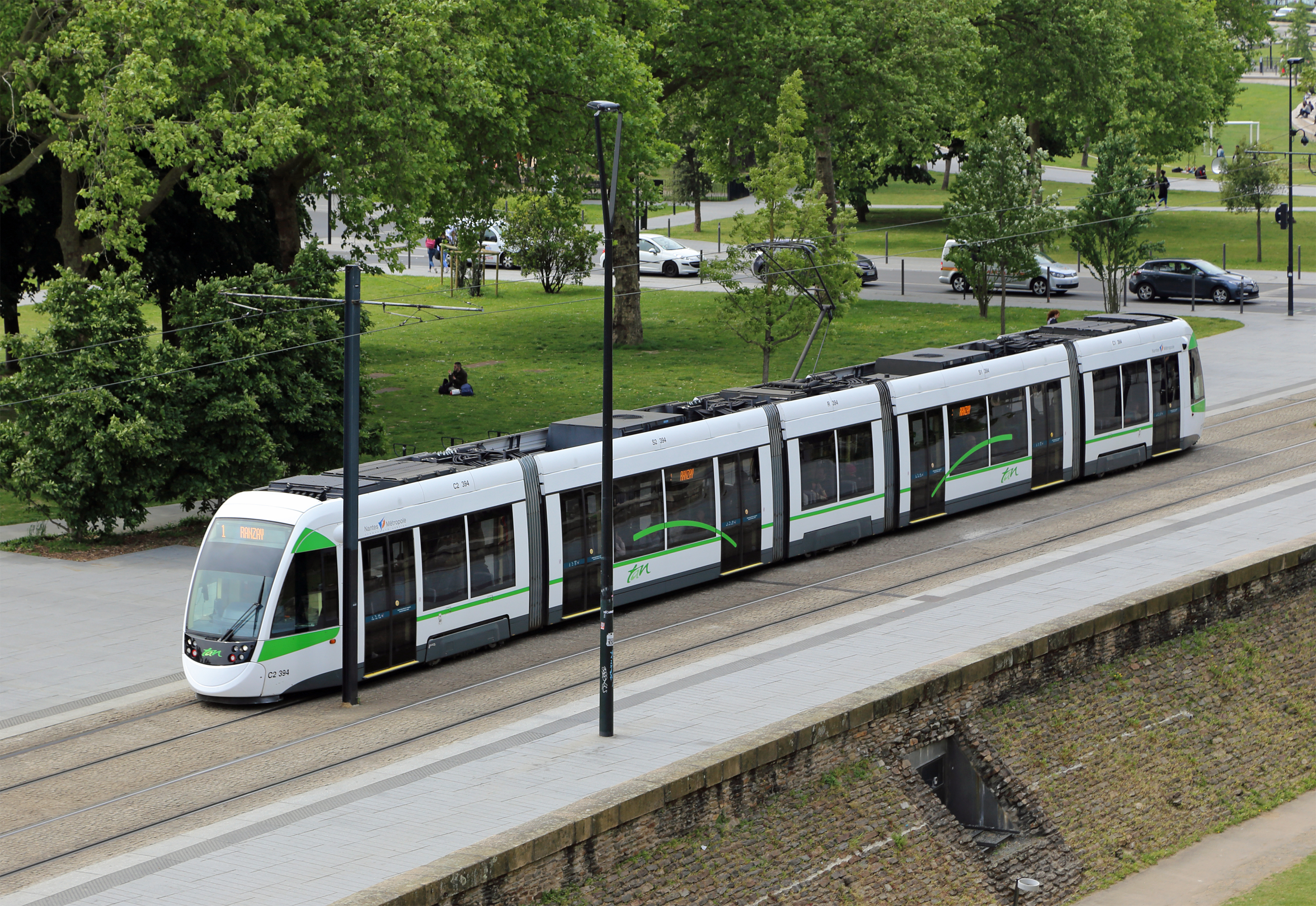
Een Urbos-tram op lijn 1, nabij halte 'Duchesse Anne - Château des Ducs de Bretagne'

De tram van Nantes is de belangrijkste vorm van openbaar vervoer binnen Nantes.

## Eerste trambedrijf
Het huidige trambedrijf van Nantes is reeds het tweede elektrische trambedrijf van de stad. De geschiedenis van het openbaar vervoer van de stad gaat terug tot 1825 toen er omnibussen in de stad gingen rijden. In 1879 kwamen hier trams die werden voortbewogen met samengeperste lucht via het systeem van Mékarski. In 1913 werd het net geëlektrificeerd. In 1932 was het oude net op het grootste met veertien tramlijnen, honderd tweeassige motorwagens en vijftig bijwagens. Op 25 januari 1958 werd de laatste tramlijn opgeheven.

## Huidige trambedrijf

### Plannen
Het was februari 1975 toen de toenmalige staatssecretaris van verkeer Marcel Cavaillé de verschillende burgemeesters van grote Franse steden aanschreef en hen uitnodigde een studie te verrichten naar de mogelijkheden van een trambedrijf in hun stad. Een half jaar later werd ook de Franse spoorwegindustrie aangeschreven met de vraag een standaardtram te ontwerpen.
In februari 1978 was in Nantes het onderzoek gereed en was er een voorstel van een tramnet met twee lijnen over een noord-zuid- en oost-westas. In 1981 besloot de Franse overheid het plan van Nantes voor 50% te subsidiëren. De gemeente Nantes en haar voorsteden zouden de overige 50% financieren door een extra belasting op bedrijfswinsten te heffen, niet ongebruikelijk in Frankrijk.

### Opening
Op 7 januari 1985 werd de eerste lijn van het huidige tramnet geopend. Nantes was daarmee de eerste stad in Frankrijk waar de tram opnieuw werd ingevoerd. De tramlijn was 5,8 kilometer lang en liep van het centrum van de stad (halte 'Commerce') naar Haluchère. In 1992 werd tramlijn 2 in gebruik genomen en in 2000 kwam er nog een derde tramlijn bij. De drie lijnen zijn inmiddels allen een of meerdere keren verlengd.
Anno 2006 bedraagt de totale lijnlengte veertig kilometer en telt het tramnet 79 haltes. Lijn 1 loopt van het westen naar het noordoosten, is 17,6 kilometer lang en telt 33 haltes. Lijn 2 loopt van zuidwesten naar het noorden, is 11,7 kilometer lang en telt 25 haltes. Beide lijnen kruisen elkaar in het centrum bij de halte 'Commerce'. Lijn 3 is 13,3 kilometer lang, telt 31 haltes en loopt van het centrum naar het noordwesten.
De trams en stadsbussen worden geëxploiteerd door TAN, oftewel Semitan (Société d'Économie Mixte des Transports en commun de l'Agglomération Nantaise) in opdracht van de stadsregio 'Nantes Métropole'. Transdev heeft een belang van 15% in Semitan. Dagelijks maken 200.000 mensen gebruik van de tram.

## Materieel
De tramdienst wordt uitgevoerd met trams van vier verschillende types:
- Tussen 1984 en 1993 heeft GEC-Alsthom 46 trams (verdeeld over drie bestellingen) voor Nantes gebouwd. Ze zijn van het type TFS (Tramway français standard). De eerste 32 wagens waren oorspronkelijk enkelgeleed. In 1992-93 zijn ze verlengd met een lagevloermiddenbak. De overige veertien wagens zijn direct afgeleverd met een lagevloermiddendeel.
- In 2000-2001 heeft Adtranz 23 Incentro-lagevloertrams aan Nantes geleverd. In 2005 zijn er nog tien wagens bij gekomen. De Incentro's worden alleen ingezet op de lijnen 1 en 3.
- Vanaf 1 oktober 2012 kwam een derde type trams in dienst, namelijk twaalf stellen Urbos-lagevloertrams van de Spaanse constructeur CAF.
- Vanaf medio 2023 begon Alstom met de aflevering van de eerste van een serie van 61 trams. De 7-delige trams van het type X05 zijn circa 46 meter lang en hebben aan de voor- en achterzijde loopdraaistellen. Ze moeten de trams van de eerste generatie vervangen.[2]

## Lijnen
| 1 | François Mitterrand - Tourmaline - Schoelcher - Frachon - Neruda - Tertre - Romanet - Mendès France Bellevue - Romain Rolland - Lauriers - Jean Moulin / Jamet / Croix Bonneau - Égalité - Du Chaffault - Gare Maritime - Chantiers Navals - Médiathèque - Commerce - Bouffay - Duchesse Anne - Gare SNCF - Manufacture - Moutonnerie - Hôpital Bellier - Boulevard de Doulon - Mairie de Doulon - Landreau - Souillarderie - Pin Sec - Haluchère-Batignolles -- Halvèque - Beaujoire -- Ranzay - Babinière |
| 2 | Gare de Pont Rousseau - Pirmil - Mangin - Wattignies - Vincent Gâche - Aimé Delrue - Hôtel Dieu - Commerce - Place du Cirque - 50 Otages - Saint-Mihiel - Motte Rouge - Saint-Félix - Michelet-Sciences - Morrhonnière Petit Port - Facultés - École Centrale Audencia - Recteur Schmitt - Bourgeonnière - Boissière - Santos Dumont - Chêne des Anglais - René Cassin - Le Cardo - Orvault Grand Val |
| 3 | Neustrie - Les Couëts - Grande Ouche - Trocardière - Espace Diderot - Château de Rezé - Balinière - 8 Mai - Pont Rousseau-Martyrs - Pirmil - Mangin - Wattignies - Vincent Gâche - Aimé Delrue - Hôtel Dieu - Commerce - Bretagne - Jean Jaurès - Viarme Talensac - Poitou - Félix Faure - Rond-Point de Vannes - A. Vincent Sainte-Thérèse - Longchamp - Beauséjour - Plaisance - Ferrière - Jean Rostand - Bignon - Orvault Morlière - Sillon de Bretagne - Marcel Paul                                   |